# Mazaeras macasia
Mazaeras macasia là một loài bướm đêm thuộc phân họ Arctiinae, họ Erebidae.